# Provinciale Christelijk-Socialistische Partij
De Provinciale Christelijk-Socialistische Partij (Hongaars: Országos Keresztényszocialista Párt, OKSZP, Tsjechisch: Zemská křesťansko-socialistická strana, Duits: Provinziell-Christlich-Sozialistische Partei) was de belangrijkste vertegenwoordiger van de belangen van etnische Hongaren in het Tsjecho-Slowaakse parlement tijdens het interbellum. Omdat de meeste Hongaren in Slowakije woonden, was de partij een belangrijk pleitbezorger van zelfbestuur van het Slowaakse deel van Tsjecho-Slowakije.

## Geschiedenis
De OKSZP werd op 23 november 1919 opgericht Košice en ontstaan uit een fusie van kleinere katholieke partijen in Slowakije. Primaire doel van de partij was het invoeren van zelfbestuur voor Slowakije, dat als conservatiever en katholieker werd beschouwd dan Tsjechië. Binnen een zelfbesturend Slowakije zou de Hongaarse minderheid een stem in het kapittel krijgen. De belangrijkste bondgenoot voor de OKSZP was om die reden de Slowaakse Volkspartij (SL'S) van mgr. Andrej Hlinka, die streefde naar zoveel mogelijk zelfstandigheid van Slowakije binnen de Tsjecho-Slowaakse federatie. In 1932 werd Janós gróf Esterházy (1901-1957) leider van de OKSZP. Hij was een tegenstander van de Tsjecho-Slowaakse staat en streefde naar hereniging van de Hongaarse gebieden in Slowakije met Hongarije. Hij was echter ook een realist en streefde een goede samenwerking na met de autoriteiten. Hij was niet alleen pleitbezorger van autonomie voor de Hongaren in Tsjecho-Slowakije, maar vooral alle minderheden in het land. Esterházy wist de verschillende Hongaarse partijen in Slowakije, w.o. de OKSZP, te verenigen tot de Hongaarse Verenigde Partij (Egyesült Magyar Párt) in juni 1936.

## Ideologie
De OKSZP was een conservatieve partij met een katholiek karakter. De partij stond in de traditie van het christensocialisme zoals dat in Hongarije werd verstaan: sociaal beleid, gematigd etatisme, antikapitalistisch, antisemitisch en traditioneel. De leiding van de partij bestond uit aristocratische grootgrondbezitters. Esterházy werd gezien als enigszins liberaal, hoewel hij tijdens de Eerste Slowaakse Republiek (1939-1945) een dubieuze rol speelde.

## Verkiezingsresultaten

### Kamer van Afgevaardigden
| Jaar | %     | Zetels  | +/-     |
| ---- | ----- | ------- | ------- |
| 1920 | 2,25% | 5 / 281 | NIEUW   |
| 1925 | 1,21% | 4 / 300 | 1       |
| 1929 | 3,5%  | 9 / 300 | 5       |
| 1935 | 3,6%  | 9 / 300 | Stabiel |

### Senaat
| Jaar | %     | Zetels  | +/-     |
| ---- | ----- | ------- | ------- |
| 1920 | 1,92% | 2 / 142 | NIEUW   |
| 1925 | 1,4%  | 2 / 150 | Stabiel |
| 1929 | 3,6%  | 6 / 150 | 4       |
| 1935 | 3,6%  | 6 / 150 | Stabiel |